# ʿAbd ar-Rahmān ibn ʿAuf

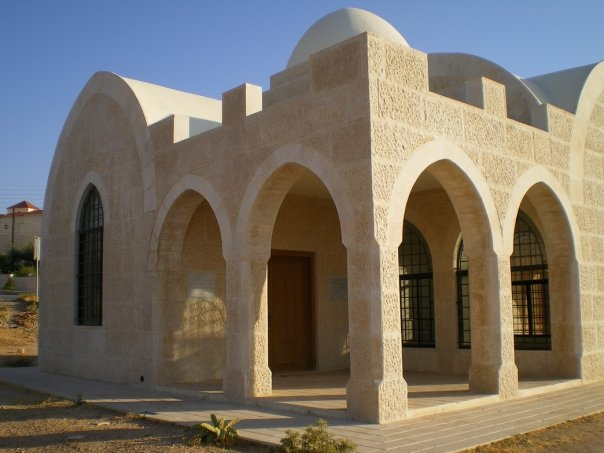
Das Grabmausoleum von ʿAbd ar-Rahmān ibn ʿAuf auf einem Hügel nordöstlich von Amman (Jordanien)

ʿAbd ar-Rahmān ibn ʿAuf (arabisch عبد الرحمن بن عوف, DMG ʿAbd ar-Raḥmān ibn ʿAuf † 652/3) war einer der frühesten Anhänger des Propheten Mohammed und ein erfolgreicher Händler, der eine entscheidende Rolle bei der Wahl des dritten Kalifen Uthman ibn Affan spielte. Nach einer Überlieferung, die Muhammad ibn Saʿd in seinem Kitāb aṭ-Ṭabaqāt al-kabīr anführt,  wurde er zehn Jahre nach dem Jahr des Elefanten geboren, allerdings passt dies nicht zu einer anderen überlieferten Aussage, wonach er im Jahre 32 der Hidschra (= 652/53 n. Chr.) mit 75 Jahren starb.
ʿAbd ar-Rahmān ibn ʿAuf gehörte zu dem quraischitischen Clan der Banū Zuhra und hieß ursprünglich ʿAbd al-Kaʿba („Diener der Kaaba“) oder ʿAbd ʿAmr; den Namen ʿAbd ar-Rahmān soll er erst bei seiner Konversion durch Mohammed erhalten haben. Nach der Überlieferung schloss er sich Mohammed an, noch bevor dieser im Haus von al-Arqam ibn Abī l-Arqam mit der öffentlichen Predigt begann, und nahm an der Auswanderung nach Abessinien teil.
Nach der Hidschra nach Yathrib im Jahre 622 wurde ihm vom Propheten der reiche Anṣārī Saʿd ibn ar-Rabīʿ als „Bruder“ zugeordnet, der ihm bei dieser Gelegenheit die Hälfte seines Vermögens und eine seiner beiden Ehefrauen angeboten haben soll. ʿAbd ar-Rahmān ibn ʿAuf, so wird berichtet, habe aber dankend abgelehnt und sich nach einem Ort erkundigt, an dem er Handel treiben konnte. Auf dem Markt der Banu Qainuqa habe er dann innerhalb von kurzer Zeit ein großes Vermögen erworben. Mit diesem unterstützte er später die Gemeinschaft durch großzügige Sadaqa-Zahlungen. Aufgrund seiner Klagen über Juckreiz durch Läuse erlaubte ihm Mohammed das Tragen von Seide, das ansonsten verboten war.
ʿAbd ar-Rahmān nahm zur Lebenszeit des Propheten auch an den meisten Schlachten der Muslime teil (zum Beispiel Badr und Uhud) und führte im Dezember 627 einen Trupp von 700 Kämpfern an, der den Ort Dūmat al-Dschandal einnahm.
Nachdem Umar ibn al-Chattab zum Kalifen geworden war, beauftragte er ʿAbd ar-Rahmān regelmäßig mit der Leitung der Wallfahrt nach Mekka. Nach dem Tod von Abu Ubaida ibn al-Dscharrah wurde er zum engsten Vertrauten Umars. Zusammen mit Uthman ibn Affan, Ali ibn Abi Talib, Talha ibn ʿUbaidullah, az-Zubair ibn al-Awwam und Sa'd ibn Abi Waqqas gehörte er zu dem Konsultationsgremium, das nach dem Tod von Umar den neuen Kalifen wählen sollte. Von den genannten Personen hegten allein Ali und Uthman Ambitionen auf die Nachfolge. ʿAbd ar-Rahmān verzichtete auf die Kandidatur unter der Bedingung, dass ihm im Falle der Uneinigkeit die Aufgabe des Schiedsrichters übertragen würde. Da Saʿd für ʿAlī votierte und az-Zubair für ʿUthmān, Talha aber abwesend war, kam ʿAbd ar-Rahmān als Schiedsrichter zum Einsatz. Er entschied sich nach Beratungen mit den Häuptern der quraischiten Clane für ʿUthmān, wodurch dieser zum neuen Kalifen wurde.
Bei seinem Tod soll ʿAbd ar-Rahmān ibn ʿAuf ein immenses Vermögen hinterlassen haben. Über seinem (angeblichen?) Grab auf einem Hügel nordöstlich von Amman wurde zu unbekanntem Zeitpunkt ein kleines Grabmausoleum errichtet.
ʿAbd ar-Rahmān ibn ʿAuf gilt in der islamischen Überlieferung als Sinnbild des erfolgreichen muslimischen Kaufmanns. Zusammen mit Abu Bakr wird er von dem modernen Gelehrten Yusuf al-Qaradawi als Beleg dafür angeführt, dass der Islam von Anfang an eine Religion war, die den Handel befürwortete.